# Droga wojewódzka nr 571
Droga wojewódzka nr 571 (DW571) – droga wojewódzka o długości 56,2 km łącząca Naruszewo z Pułtuskiem 

## Miejscowości leżące przy trasie DW571
- Naruszewo
- Nasielsk
- Winnica
- Pułtusk